# Фиалка сахалинская
Фиа́лка сахалинская (лат. Viola sacchalinensis) — вид двудольных растений рода Фиалка (Viola) семейства Фиалковые (Violaceae). Впервые описан французским ботаником Анри де Буассьё.

## Ботаническое описание
Многолетнее травянистое растение высотой 30 — 40 см с длинным жестко-упругим корневищем 1-3 мм толщиной. Весной листовые пластинки сердцевидные, с округлой или приостренной верхушкой, голые, заметно округло-городчатые, 1.6-2.2 см длиной и 1.6-2.1 см шириной, на черенках 3-8 см длиной. Стеблевые листья сердцевидные, с неглубокой широкой выемкой в основании или самые верхние по побегу — усеченные, яйцевидные, на верхушке более или менее заостренные, 2.2-5.5 см длиной и 1.5-4.4 см шириной. Размеры листовых пластинок снизу вверх по побегу уменьшаются. Прилистники розеток листьев широкояйцевидные, на верхушке острые, бахромчатые или зубчатые, 7-10 мм длиной и 3.5 мм шириной, размеры прилистников стеблевых листьев также уменьшаются снизу вверх по побегу от 2 см до 3 мм длиной и от 3 мм до долей миллиметра шириной.
Цветки 17-20 мм длиной, на довольно длинных цветоносах выходят из пазух верхних листьев, сиреневые с четкими жилками на нижнем лепестке. Зев волосистый. Шпорец короткий, 3-6 мм длиной и 2-2.5 мм шириной, прямой, толстоватый, бледный. Чашелистики ланцетные, длинные, острые, с крупными (1,5-3 мм) зубчатыми придатками. Клейстогамные цветки 5.5-7 мм длиной и 1-1.5 (2) мм шириной, ланцетные, к верхушке заостренные. Прицветники 2-5 мм длиной, узколанцетные. Чашелистики 4-5 мм длиной и 1-1.2 мм шириной, с округлыми или лопастными на конце придатками 1-2 мм длиной и 1-1.5 мм шириной. Лепестки редуцированы, в числе 1-5, в виде белых пленчатых пластиночек. Тычинок 5, со всех сторон окружающих дуговидно изогнутый столбик. Коробочки до 8.5 мм длиной и 1.5-2 мм толщиной, к верхушке суженные. Число хромосом: 2n = 20.

## Распространение и среда обитания
Произрастает в травянистых лесах, зарослях кустарников, по берегам рек, предпочитает пески и галечники.
Встречается в Западной (Республика Алтай) и Восточной Сибири, на Дальнем Востоке (Сахалин, Курильские острова), в Монголии, Китае, Японии.